# Naomi
Naomi (/neɪˈoʊmi, -maɪ, ˈneɪoʊˌmaɪ, -ˌmi/; en hebreu: נָעֳמִי, Noʻomi), també anomenada Noemí, és un personatge bíblic que apareix al Llibre de Rut de l'Antic Testament. L'etimologia del seu nom no és segura, però és possible que signifiqui "bo, agradable, encantador". És la sogra de Rut i esposa d'Elimelech. Naomi acompanya al seu marit i als seus dos fills a la terra de Moab, però després de la mort del seu marit i els seus fills, torna a Betlem amb la seva nora Rut. Va ajudar a fer que Booz i Rut es casessin i es va convertir en la infermera del seu fill.